# Gare de Berlin-Marzahn
La gare de Berlin-Marzahn est une gare ferroviaire est une gare ferroviaire de la ligne de Berlin à Wriezen. Elle est située à l'ouest du quartier de Marzahn, elle est délimitée à l'est par la Märkische Allee, une principale liaison nord-sud appartenant à la Bundesstraße 158, et à l'ouest par le Wiesenburger Weg, à l'est de Berlin en Allemagne.
Mise en service en 1898, elle est desservie par les trains du réseau de S-Bahn de Berlin.

## Situation ferroviaire
Depuis la gare, un embranchement particulier mène à l'usine de Knorr-Bremse dans le quartier de Bürknersfelde.

## Histoire
La gare de Marzahn ouvre le 1er mai 1898 sur la ligne de la gare de Lichtenberg à Wriezen. En plus d'une plate-forme latérale pour le transport de passagers, la gare a également des installations pour le trafic de fret. En 1914, la gare a une plate-forme centrale. Les plans du régime nazi pour l'extension du réseau du S-Bahn à partir de 1937 prévoient l'extension du réseau jusqu'à Werneuchen ; à Marzahn, on prévoit deux paires de voies pour le trafic longue distance et le trafic de marchandises. Dans un premier temps, en 1938, le tarif suburbain est introduit à Werneuchen. Après 1945, la voie d’intersection 1 est démantelée à titre de réparation pour l'URSS.
Afin de soulager la gare de Berlin-Lichtenberg, qui assume progressivement le rôle de gare centrale de Berlin-Est après 1952, le retrait du trafic suburbain sur la ligne de Wriezen à Marzahn est planifié avec l'extension simultanée du S-Bahn. La plate-forme du S-Bahn est construite en 1969-1970 et remplace la plate-forme plus petite. À partir du 25 septembre 1976, les trains de banlieue cessent définitivement à Marzahn. Le train S-Bahn électrique arrive à la gare le 30 décembre de la même année. Il passe sur une seule voie entre Springpfuhl et Marzahn. Pour la mise en service de la deuxième voie de S-Bahn en 1979, il faut construire une plate-forme improvisée à l'extrémité nord afin de libérer le deuxième bord de plate-forme. À partir du 15 décembre 1980, le S-Bahn continue vers Otto-Winzer-Straße. Les trains de grande banlieue sont déplacés un mois et demi plus tard le 1er février 1981, la plate-forme provisoire est enlevée. Le 30 décembre 1982, la gare d'Ahrensfelde est la dernière gare commune aux deux trafics. Le bâtiment d'accueil de 1898 est démoli fin 1979 et en 1980.
Avec la construction du centre commercial Eastgate sur la Märkische Allee en 2005, on envisage d'abord de construire une plate-forme de trafic régional à côté de la gare du S-Bahn. Mais aucun plan n'est créé.

## Service des voyageurs

### Accueil
Le quai central a deux entrées et sorties. L'issue au sud permet de franchir les voies et de passer d'une rue à l'autre. L'entrée et la sortie centrales disposent également d'un ascenseur et connectent la plate-forme directement au centre commercial Eastgate.

### Desserte

Installations
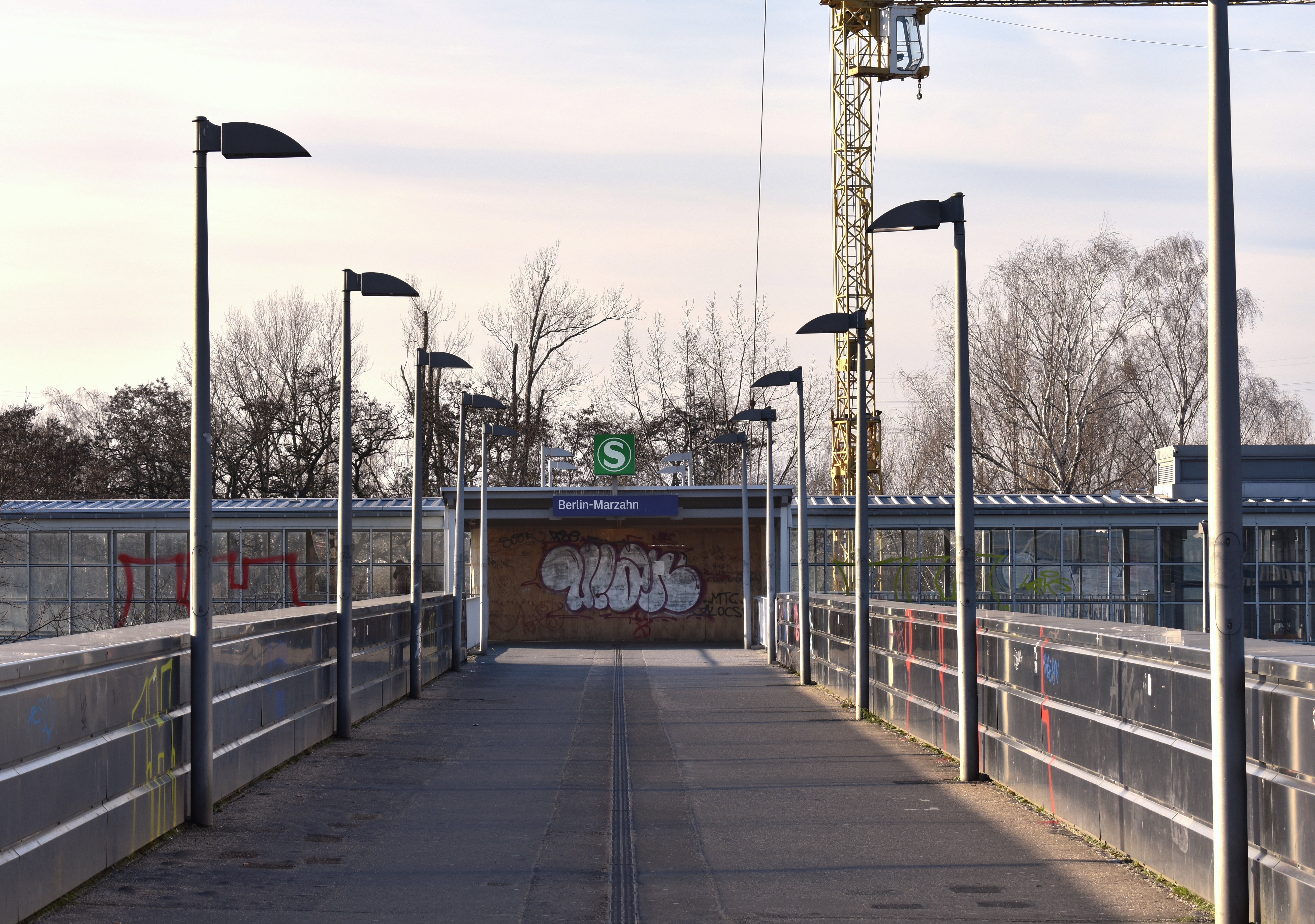
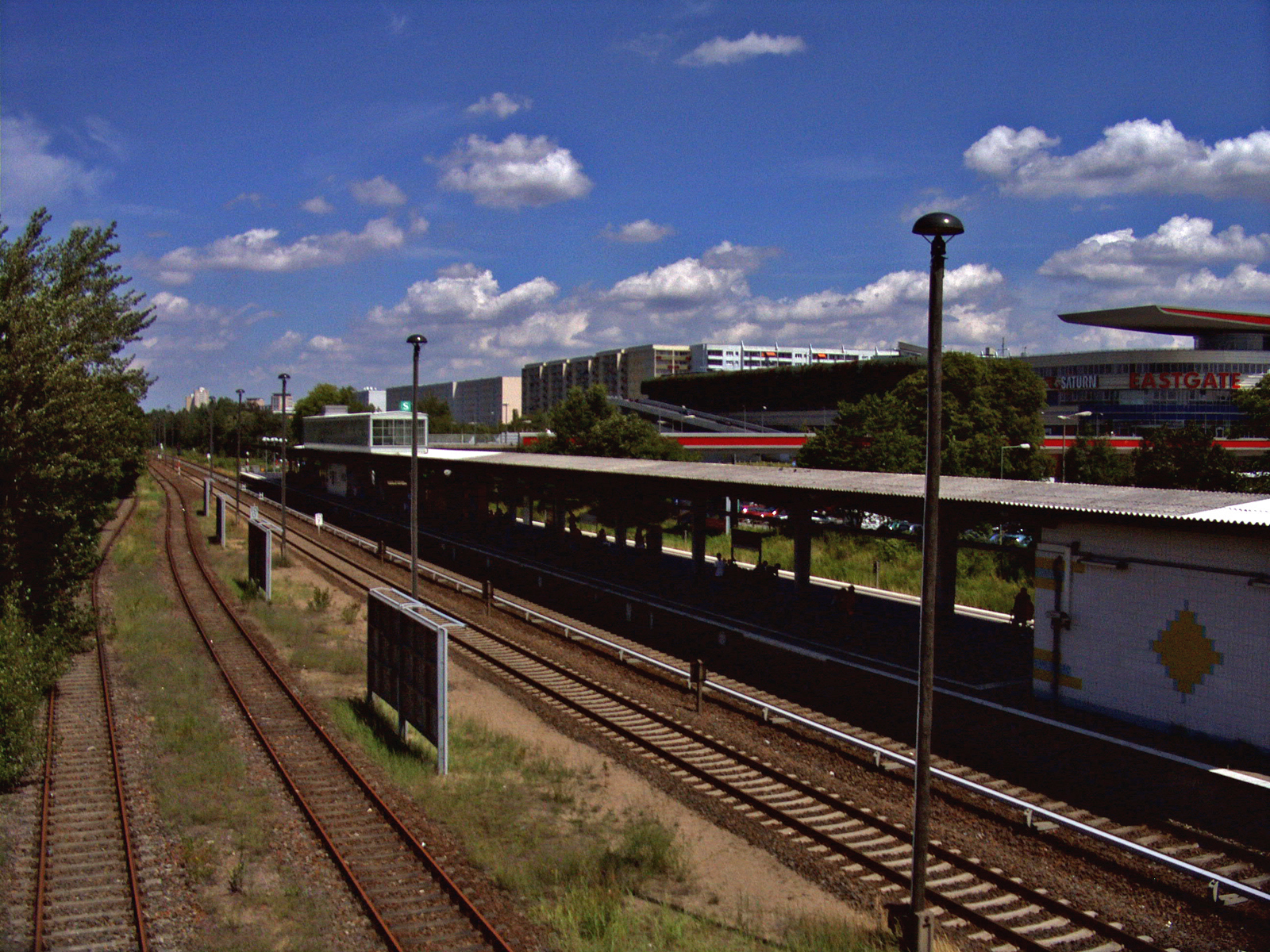
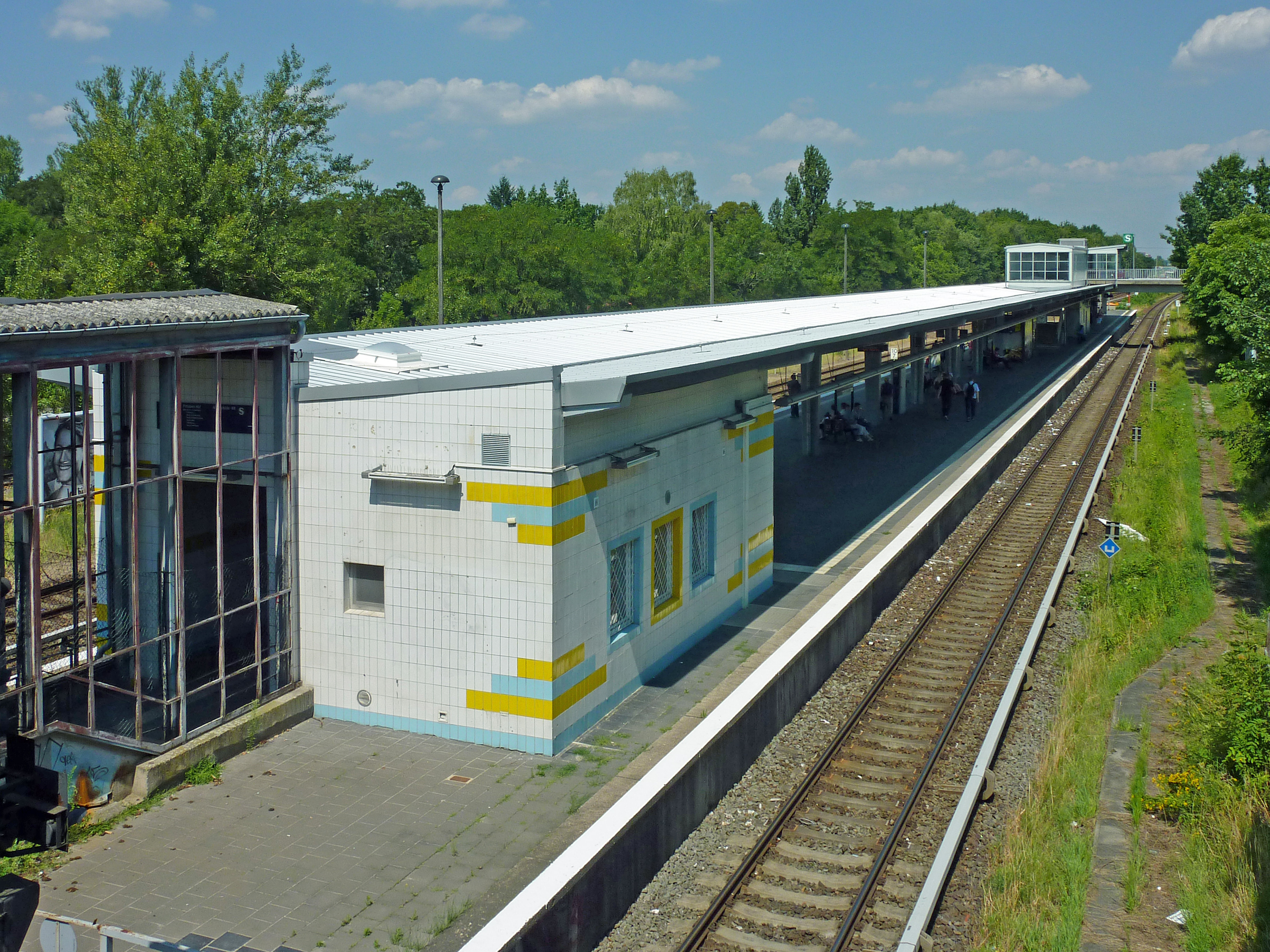

### Intermodalité
La gare est en correspondance avec les lignes de tramway M6 et 16, ainsi que les lignes d'omnibus X54, 191, 192, 195 et 291  de la Berliner Verkehrsbetriebe, à la gare routière de Marzahn.